# Noticiero Granadino
El Noticiero Granadino fue un diario español editado en la ciudad de Granada entre 1904 y 1936.

## Historia
Creado inicialmente como un diario de ideología liberal, posteriormente se situó en la órbita del Partido Conservador y se configuró como un diario de ideología conservadora y simpatizante monárquico. Hubo una etapa de su existencia en que estuvo financiado por caciques locales, que usaron sus páginas como órgano de expresión. Durante el primer tercio del siglo XX fue uno de los principales diarios publicados en Granada, coexistiendo con otros diarios.
Hacia 1927 tenía una tirada diaria de 10.000 ejemplares, situándose por detrás de El Defensor de Granada. Sin embargo, a partir de aquel momento el diario comenzó su decadencia. Durante los disturbios anticlericales de mayo de 1931 la redacción del periódico fue asaltada e incendiada. A pesar de su anterior línea editorial pro-monárquica, durante el período de la Segunda República dio un giro en su línea editorial y evolucionó a un diario de ideología independiente.
El comienzo de la Guerra Civil en julio de 1936 supuso la desaparición del Noticiero Granadino.